# Koziński Jar

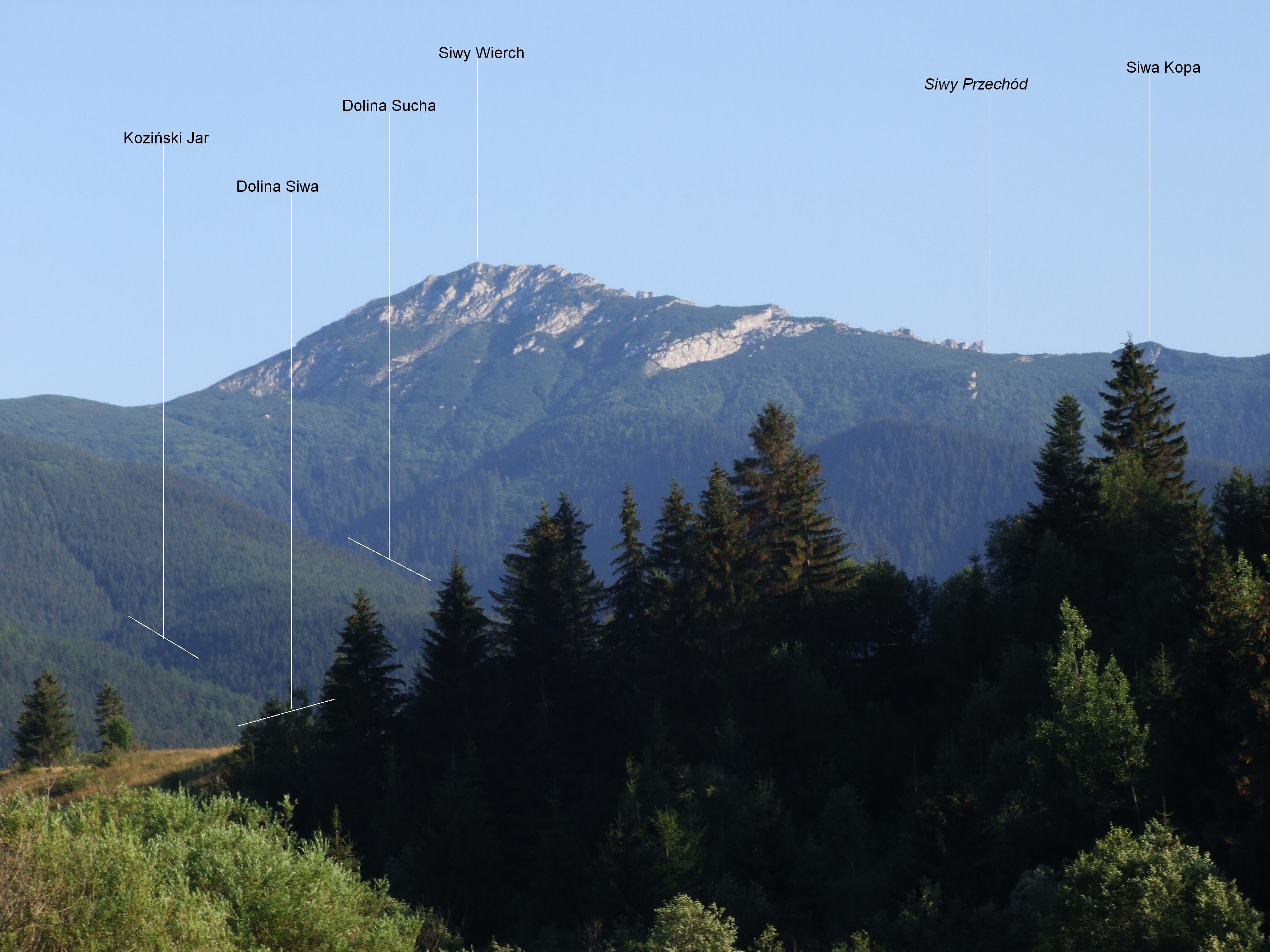
Widok z Zuberca

Koziński Jar – żleb w słowackich Tatrach Zachodnich, będący prawym odgałęzieniem Doliny Siwej. Opada w północno-zachodnim kierunku spod Kozińca (1462 m), którego dwa ramiona tworzą obramowanie żlebu. Dnem Kozińskiego Jaru spływa Koziński Potok. W dawnych przewodnikach turystycznych podawana jest dla tego potoku  inna nazwa – Klinowy Potok. Kiedyś cały rejon Doliny Siwej był wypasany, wchodził w skład Hali Siwe. Obecnie żleb znajduje się na obszarze TANAP-u, jest całkowicie zalesiony i turystycznie niedostępny. Jego dnem prowadzi jednak leśna droga do zwózki drzewa.